# Wilkes County, North Carolina
Wilkes County är ett administrativt område i delstaten North Carolina, USA, med 69 340 invånare. Den administrativa huvudorten (county seat) är Wilkesboro. 

## Geografi
Enligt United States Census Bureau så har countyt en total area på 1 968 km². 1 960 km² av den arean är land och 8 km² är vatten. 

### Angränsande countyn
- Alleghany County - norr
- Surry County - nordost
- Yadkin County - öst
- Iredell County - sydost
- Alexander County - söder
- Caldwell County - sydväst
- Watauga County - väst
- Ashe County - nordväst